# Sabina van der Linden-Wolanski
Sabina Wolanski OAM (* 8. Juni 1927 in Borysław, Polen; † 23. Juni 2011 in Sydney, Australien), in dritter Ehe Sabina van der Linden-Wolanski, war eine polnisch-australische Überlebende des Holocaust.

## Leben
Sabina Haberman wuchs im galizischen Borysław auf, einem Zentrum der Erdölförderung; heute gehört das Gebiet zur Ukraine. Beim Ausbruch des Zweiten Weltkriegs wurde ihre Heimatstadt aufgrund des Deutsch-sowjetischen Nichtangriffspaktes von sowjetischen Truppen besetzt. Mit dem Überfall Deutschlands auf die Sowjetunion wurde die Stadt am 1. Juli 1941 von deutschen Truppen erobert.
Sabina wurde Zeugin der Erniedrigungen, Misshandlungen und schließlich Ermordung der jüdischen Bevölkerung. Ein Arbeitslager wurde errichtet, Sabina und ihre Familie mussten im Ghetto von Borysław leben. Das Arbeitslager wurde von einer SS-Mannschaft unter Friedrich Hildebrand geführt; bis zur Auflösung des Lagers sollte Sabinas gesamte Familie ermordet werden.
1948 heiratete sie in Wałbrzych ihren zweiten Mann, Zdenek Wolanski. Über Paris emigrierten sie 1950 nach Australien, wo sie sich als selbständige Unternehmerin etablierte.
1967 sagte Sabina Wolanski in Bremen als Zeugin beim zweiten Prozess gegen Friedrich Hildebrand aus, der zu lebenslanger Haft verurteilt wurde.
Im Mai 2005 war Wolanski Ehrengast und Hauptrednerin bei der Einweihung des Denkmals für die ermordeten Juden  Europas in Berlin. Sie sprach „im Namen der Opfer, aber auch als Stimme der wenigen, die der Vernichtung entkamen“.
Für den Dienst an der Gemeinschaft durch eine Reihe von jüdischen Organisationen wurde sie 2012 posthum mit der Medaille des Order of Australia ausgezeichnet.

## Veröffentlichung
- Sabina van der Linden-Wolanski: Drang nach Leben. Erinnerungen, hrsg. von der Stiftung Denkmal für die ermordeten Juden Europas, Berlin 2010, ISBN 978-3-942240-02-4